# Copa de la Reina de Baloncesto 1983-84
La Copa de la Reina de Baloncesto 1983-84 corresponde a la 22.ª edición de dicho torneo. Se celebró entre el 1 de abril y el 13 de mayo de 1984 en el Pabellón Municipal Santa Isabel de Santiago de Compostela. 
Esta temporada participan todos los equipos de Primera División. Se juega una eliminatoria previa a ida y vuelta en la cual quedan exentos los 4 primeros clasificados al término de la liga. Se juega una eliminatoria de cuartos de final a ida y vuelta donde ya entran todos los equipos. Las semifinales y final se juega en una final a cuatro a un solo partido en una sede neutral. El campeón se clasifica para la Copa Ronchetti 1984-85.

## Desarrollo
La vigésimo segunda Copa de la Reina fue la primera en la que los equipos ya podían contar en sus filas con jugadoras extranjeras. Y curiosamente la jugadora americana del equipo campeón quedará siempre en la historia como la primera extranjera del baloncesto femenino español. El compromiso de la ala-pívot de 1,87m y 22 años Terry Huff con el Celta se oficializó el 28 de septiembre de 1983. Ella supuso el pistoletazo de salida para la importación de talento que ha enriquecido la Liga Femenina desde entonces.

## Fase previa

### Octavos de final
Los partidos de ida se jugaron el 1 de abril y los de vuelta el 8 de abril.
| Equipo 1            | Agr.    | Equipo 2             | Ida   | Vuelta |
| ------------------- | ------- | -------------------- | ----- | ------ |
| R. C. Celta de Vigo | Exento  |                      |       |        |
| Picadero J. C.      | Exento  |                      |       |        |
| Canoe N. C.         | Exento  |                      |       |        |
| Avon Alcalá         | Exento  |                      |       |        |
| CD Las Banderas     | 158–115 | Escolapias de Madrid | 90–62 | 68–53  |
| Reales Las Palmas   | 122–162 | Coronas Light        | 66–81 | 56–81  |
| Betania Patmos      | 119–96  | Hispano Francés      | 62–50 | 57–46  |
| Mary Cusanz         | 144–164 | GE Iberia            | 74–75 | 70–89  |

### Cuartos de final
Los partidos de ida se jugaron el 17 de abril y los de vuelta el 24 de abril.
| Equipo 1            | Agr.    | Equipo 2        | Ida   | Vuelta |
| ------------------- | ------- | --------------- | ----- | ------ |
| R. C. Celta de Vigo | 167–90  | CD Las Banderas | 80–56 | 87–34  |
| Picadero J. C.      | 2–0     | Coronas Light   | NP    |        |
| Betania Patmos      | 120–149 | Canoe N. C.     | 66–64 | 54–85  |
| Avon Alcalá         | 157–149 | GE Iberia       | 80–57 | 77–92  |

## Fase final
|  | Semifinales         | Semifinales         | Semifinales |             |                     | Final               | Final          | Final        |  |
|  | 12 de mayo          | 12 de mayo          | 12 de mayo  |             |                     | 13 de mayo          | 13 de mayo     | 13 de mayo   |  |
|  |                     |                     |             |             |                     |                     |                |              |  |
|  |                     |                     |             |             |                     |                     |                |              |  |
|  | R. C. Celta de Vigo | R. C. Celta de Vigo | 80          |             |                     |                     |                |              |  |
|  | R. C. Celta de Vigo | R. C. Celta de Vigo | 80          |             |                     |                     |                |              |  |
|  | Picadero J. C.      | Picadero J. C.      | 62          |             |                     |                     |                |              |  |
|  | Picadero J. C.      | Picadero J. C.      | 62          |             | R. C. Celta de Vigo | R. C. Celta de Vigo | 77             |              |  |
|  |                     |                     |             |             | R. C. Celta de Vigo | R. C. Celta de Vigo | 77             |              |  |
|  |                     |                     | Canoe N. C. | Canoe N. C. | 74                  |                     |                |              |  |
|  | Canoe N. C.         | Canoe N. C.         | Canoe N. C. | Canoe N. C. | 74                  | 78                  |                |              |  |
|  | Canoe N. C.         | Canoe N. C.         |             |             |                     | 78                  |                |              |  |
|  | Avon Alcalá         | Avon Alcalá         | 58          |             |                     | Tercer lugar        | Tercer lugar   | Tercer lugar |  |
|  | Avon Alcalá         | Avon Alcalá         | 58          |             |                     | Tercer lugar        | Tercer lugar   | Tercer lugar |  |
|  |                     |                     |             |             |                     |                     |                |              |  |
|  |                     |                     |             |             |                     | Picadero J. C.      | Picadero J. C. | 80           |  |
|  |                     |                     |             |             |                     | Picadero J. C.      | Picadero J. C. | 80           |  |
|  |                     |                     |             |             |                     | Avon Alcalá         | Avon Alcalá    | 70           |  |
|  |                     |                     |             |             |                     | Avon Alcalá         | Avon Alcalá    | 70           |  |
|  |                     |                     |             |             |                     |                     |                |              |  |

### Final
| 13 de mayo de 1984, 12:00 | R. C. Celta de Vigo                | 77–74       | Canoe N. C.            |                                                                                           |  |
|                           | Marcador por tiempos: 38–34, 39–40 |             |                        |                                                                                           |  |
|                           | Estadísticas Terry Huff 17         | Reporte Pts | Estadísticas Mújica 25 | Pabellón: Pabellón Municipal Santa Isabel, Santiago de Compostela Árbitros: Marcé, Monjas |  |

| Ganadoras de la Copa de la Reina 1983-84 |
| ---------------------------------------- |
| R. C. Celta de Vigo 3º título            |